# Municipio de San Pedro Necta
Municipio de San Pedro Necta är en kommun i Guatemala.   Den ligger i departementet Departamento de Huehuetenango, i den västra delen av landet, 160 km nordväst om huvudstaden Guatemala City.